# ドドスコぽいぽいのうた
「ドドスコぽいぽいのうた」は、楽しんごとあやまんJAPANの楽曲。配信限定楽曲として2011年6月15日にダウンロード販売された。

## 背景
ピン芸人楽しんごとエンターテインメント集団あやまんJAPANのコラボレーションシングルで、楽しんごにとってはこれが歌手デビュー曲となる。「子ども達は好き嫌いをなくしてもっと元気になろう!」をテーマに、子ども向けの歌詞になっている。楽しんごのギャグ「ドドスコスコスコ」とあやまんJAPANの「ぽいぽいぽいぽぽいぽいぽぴー」も登場する。
2011年7月26日放送回のバラエティ番組『あらびき団』（TBS）で、「楽しんご♥ feat.あやまんJAPAN」として出演し、この曲を披露した。

## 収録曲
| #  | タイトル                   | 作詞          | 作曲 | 編曲 |
| -- | -------------------------- | ------------- | ---- | ---- |
| 1. | 「ドドスコぽいぽいのうた」 | あやまんJAPAN | CMJK | CMJK |

## チャート
| チャート（2011年）       | 最高 順位 |
| ------------------------ | --------- |
| RIAJ有料音楽配信チャート | 12        |

## 発売日一覧
| 地域 | 情報          | 規格               |
| ---- | ------------- | ------------------ |
| 日本 | 2011年6月15日 | 携帯端末向け着信音 |
| 日本 | 2011年6月22日 | 着うたフル         |